# RCTV Internacional Televisión
RCTV Internacional fue un canal de televisión por suscripción venezolano perteneciente a las Empresas 1BC con señal exclusivamente transmitida en Venezuela y el Caribe, lanzado posteriormente del cierre del canal de señal abierta, RCTV.
RCTV Internacional se le considera sucesora de canal de televisión que finalizó sus transmisiones al no poder renovar la concesión durante el gobierno de Hugo Chávez en 2007 RCTV (acrónimo de Radio Caracas Televisión).
En noviembre de 2009, RCTV Internacional fue galardonado con el premio a Canal de Televisión del Año premio que otorga el El Universo del Espectáculo: El Galardón 2009.

## Historia
Luego que CONATEL, durante el gobierno del presidente Hugo Chávez Frías, decidiera no renovarle la concesión a RCTV, canal a señal abierta por más de 53 años de transmisión forma ininterrumpida hasta el 27 de mayo de 2007, por su participación indirecta en el Golpe de Estado en Venezuela de 2002 que llevó a su breve derrocamientoy por respaldar y participar en la huelga general entre diciembre de 2002 y enero de 2003.
Los ejecutivos de dicho canal deciden reanudar operaciones a través de sistemas de televisión por suscripción el 16 de julio de 2007, esta vez bajo el nombre de RCTV Internacional.
RCTV ahora como RCTV Internacional, siguió produciendo exitosas telenovelas, a pese a que estas telenovelas solo son transmitidas vía suscripción de cable.
Algunos voceros del gobierno han declarado que RCTV Internacional, está ante la jurisdicción de la Ley de Responsabilidad en Radio y televisión de Venezuela, por este motivo tendría que acatar todos sus estatutos, sin embargo, la cadena televisiva respondió que al ser una empresa mixta cuyos programas y contenidos tienen componentes internacionales y cuya nueva sede se ubica en Miami, no está sometida ante dicha ley por lo cual no transmitiría cadenas nacionales ni los mensajes del Ministerio de Comunicación e Información. 
La emisión de RCTV Internacional fue suspendida el 24 de enero de 2010 por orden de CONATEL en las compañías de cable, ya que según este organismo, la empresa no cumplió con la Ley de Responsabilidad Social en Radio y Televisión al no transmitir mensajes oficiales del gobierno venezolano.
Aunque la señal de RCTV Internacional siguió en el aire dentro de Venezuela por las empresas de DIRECTV y Movistar TV, principalmente con programación extranjera que comenzó a emitirse debido a la falta de producción original; así como con telenovelas que fueron producidas por RCTV en años previos, incorporando infomerciales y espacios religiosos. Sin embargo, en 2011, se cancela el programa humorístico de Radio Rochela y El Observador empezó a emitirse una sola edición semanal. No obstante y sin previo aviso oficial, RCTV Internacional cesaría definitivamente sus emisiones el 31 de diciembre de 2012 sin previo reemplazo.
El 1 de enero de 2013, fue anexado al canal de opinión TV Venezuela, que se emite únicamente en Estados Unidos (por medio de televisión por suscripción y satélite) y alrededor del mundo por medio de transmisión por internet. En 2014, fue relanzado en la plataforma de streaming VIVOplay debido a la creación de RCTV Producciones. (Hoy extinta)[cita requerida]

### Intromisión de CONATEL
El 26 de julio de 2007, por orden de CONATEL, se indicó al canal RCTV que debía registrarse como productor nacional audiovisual, con la premisa de que al ser un canal cuya programación es dirigida a los venezolanos debe considerarse como parte del resto de las emisoras venezolanas. Si RCTV se registra, la principal consecuencia sería su obligación a acatar la Ley de Responsabilidad Social de Radio y Televisión, conocida como "Ley Resorte", esta ley obligaría al canal a transmitir los mensajes nacionales del Poder Ejecutivo venezolano o "cadenas nacionales", y a modificar parcialmente su programación para apegarse a lo establecido en la citada ley.
CONATEL colocó como fecha máxima, a RCTV para realizar el registro, el 1 de agosto de 2007. Días antes de cumplirse el plazo, la Cámara Venezolana de Televisión por Suscripción (Cavetsu) solicitó ante el Tribunal Supremo de Justicia un recurso de amparo constitucional, acompañado de una medida cautelar, mientras se aclaraba el significado de la condición de "productor nacional audiovisual". 
El 31 de julio de 2007, el Tribunal Supremo suspendió la medida de CONATEL, que significaba un nuevo cese de RCTV, ya que determinó que no existía "un marco regulatorio que dé una definición de quiénes son servicios de producción nacional audiovisual". El ministro de Telecomunicaciones Jesse Chacón aclaró que el objetivo del Ejecutivo era modificar la programación del canal, ya que:

...si la programación antes y después de vencerse la concesión es igual ¿cual es la diferencia?.
Jesse Chacón, ministro de Telecomunicaciones

## Ley Resorte en Televisión por suscripción
En 2009, RCTV Internacional y otros canales fueron evaluados por CONATEL durante cuatro meses, para determinar si su contenido es considerado de producción nacional audiovisual.
El 20 de enero de 2010, RCTV Internacional fue considerado como Servicio de Producción Audiovisual Nacional por CONATEL, eso quiere decir que debió dar cumplimiento inmediato a las disposiciones contenidas en la Ley de Responsabilidad Social en Radio y Televisión y las normas técnicas que la desarrollan.
El 23 de enero de 2010, el director de CONATEL (comisión nacional de telecomunicaciones) a través de una rueda de prensa anunció una medida que obligaba a las operadoras de cable de todo el país a retirar a RCTV Internacional de entre sus canales, es decir, dejar de transmitirlo, a menos que se registraran como productor nacional, dicho registro no llegó a concretarse.

## Señales
RCTV Internacional tenía 2 señales, una de ellas que se suspendió en 2010 y la otra no es suspendida como:
- Señal Venezuela: La Señal de RCTV Internacional para tener exclusividad en Venezuela con programación de lo mejor de RCTV. Aunque el 24 de enero del 2010 se suspendió por CONATEL a no haber respetado la ley resorte y no registrar como productora nacional.
- Señal del Caribe: La señal de RCTV Internacional para tener exclusividad en el caribe con programación de RCTV, es la señal que no está suspendida pero siguió hasta el cese de transmisiones en 2012.